# Carl Schneider (Mediziner)
Carl Schneider (* 19. Dezember 1891 in Gembitz, Kreis Mogilno; † 11. Dezember 1946 in Frankfurt am Main) war ein deutscher Psychiater und Hochschullehrer. Bekannt wurde Schneider aufgrund seiner Verwicklung in die Tötung Geisteskranker während der Zeit des Nationalsozialismus.

## Werdegang
Carl Schneider war das einzige Kind eines ehemaligen Pastors, der eine kleine Privatschule leitete und die Familie vor Einschulung seines Sohnes verließ, um als Wandermusiker in die Vereinigten Staaten zu gehen. Dadurch war die Mutter genötigt, zu Verwandten nach Pegau bei Leipzig zu ziehen. Hier zeigte Schneider so gute Leistungen, dass er als Stipendiat auf die sächsische Fürstenschule Grimma gehen konnte, wo er 1911 das Abitur machte. Nach seiner Militärzeit in Würzburg nahm er dort 1912 sein Medizinstudium auf, das er 1919 trotz seines Einsatzes als Feldarzt im Ersten Weltkrieg abschließen konnte.
Danach arbeitete Schneider bis 1922 als Assistent an der Universitäts-Nervenklinik in Leipzig unter Paul Flechsig, wo er 1920 auch heiratete, bevor er 1922 dann in der Nähe von Dresden eine Beamtenstelle als Regierungsmedizinalrat an der Sächsischen Heil- und Pflegeanstalt in Arnsdorf/Sachsen annahm. Die Stelle ließ ihm Zeit für eine reiche, die psychologische Analyse psychischer Störungen vertiefende wissenschaftliche Arbeit, zu der ihn der Berliner Psychiater Arthur Kronfeld anregen konnte, dessen Publikationsreihe Kleine Schriften zur Seelenforschung Schneider 1928 auch kurzzeitig weiterführte. 1926 wurde ihm ein Forschungsaufenthalt an der Deutschen Forschungsanstalt für Psychiatrie in München ermöglicht.
Mit Hermann Paul Nitsche, dem späteren Leiter der Aktion T4, wirkte er 1930 an der Gestaltung der Internationalen Hygieneausstellung in Dresden mit, zu der erstmals sozialhygienische Konzepte formuliert wurden, die die Nationalsozialisten dann in die Tat umsetzten. Im gleichen Jahr bewarb er sich erfolgreich um die Stelle des leitenden Arztes der Bodelschwinghschen Anstalten Bethel in Bielefeld. Hier trat er am 1. Mai 1932 in die NSDAP (Mitgliedsnummer 1.112.586) ein.

## Tätigkeit während der Zeit des Nationalsozialismus

### Leiter der Heidelberger Klinik
Nach der nationalsozialistischen „Machtergreifung“ erhielt Schneider im Oktober 1933 als Nachfolger des von den Nationalsozialisten entlassenen Karl Wilmanns den Lehrstuhl für Psychiatrie der Universität in Heidelberg. Hier legte er an der Psychiatrischen Universitätsklinik, die er bis 1945 leiten sollte, einen Schwerpunkt auf die „Arbeitstherapie“, die für ihn nicht nur „‚Grundstock‘ allen therapeutischen Tuns in der Psychiatrie“ war, sondern auch ein politisches Programm. Da der Mensch nach Schneiders Verständnis zunächst ein Gemeinschaftswesen war und Geisteskrankheit ein Herausfallen aus den Gemeinschaftsbedingungen bedeutete, ging es bei der Arbeitstherapie darum, den Kranken wieder einer Aufgabe in der Gemeinschaft zuzuführen, nämlich der Arbeit. Damit diente die Arbeitstherapie aber auch einer Bewertung der sozialen Nützlichkeit des Kranken.
Der andere Schwerpunkt der Heidelberger Klinik unter Schneider lag in der Erbbiologie. In diesem Zusammenhang argumentierte Schneider mit dem „Fortpflanzungswert“ des Einzelnen. Da der Kranke zu einer lebendigen Betätigung in der Gemeinschaft nicht fähig sei, habe der Staat das Recht zu fordern, „daß immer nur Menschen nachwachsen, die dieser lebendigen Gemeinschaft fähig sind.“ Schneider begrüßte das »Gesetz zur Verhütung erbkranken Nachwuchses« zur Zwangssterilisation ausdrücklich. In der Heidelberger Klinik wurde eine bislang noch nicht ermittelte Zahl von Anträgen zur Zwangssterilisation von Patienten der Klinik gestellt, während Schneider und seine Mitarbeiter mehrere hundert Gutachten in Zwangssterilisationsverfahren erstellten. In seinen Schriften versuchte Schneider, die arbeitstherapeutische und erbbiologische Bewertung des Menschen in dem Konzept der (schizophrenen) Symptomverbände bzw. Funktionsverbände zu verknüpfen.

### Politische Ämter
Als NSDAP-Mitglied, das der Partei schon vor der "Machtergreifung" beigetreten war, übernahm Schneider während der NS-Diktatur diverse Ämter in der badischen NSDAP. Von 1937 bis 1940 war er Gauamtsleiter des Rassenpolitischen Amtes des NSDAP im Gau Baden. In den Jahren 1937 und 1938 arbeitete er außerdem als kommissarischer Gaudozentenbundführer von Baden für den Nationalsozialistischen Deutschen Dozentenbund.

### Verwicklung in die „Euthanasie“-Morde während der NS-Zeit
Im Zweiten Weltkrieg wurde Schneider beratender Psychiater bei der 6. Armee. Bei einem in der „Kanzlei des Führers der NSDAP“ veranstalten Treffen, sprachen sich mehrere Psychiater, darunter Schneider, für die Tötung von Menschen mit seniler Demenz aus, während T4-Funktionäre dies aus politischen Gründen ablehnten. Seit dem 20. April 1940 war Schneider als T4-Gutachter tätig. Er entschied nicht nur nach Aktenlage über Leben und Tod von Anstaltsinsassen, sondern nahm als Mitglied einer Ärztekommission 1941 auch eine Selektion von Patienten für die Tötung in den von Bodelschwinghschen Anstalten in Bethel bei Bielefeld vor. Er war an den Beratungen über den Entwurf eines Euthanasiegesetzes beteiligt. Auch zu den Besprechungen für die Planung der filmischen Propaganda wurde er hinzugezogen, mit der die Ermordung psychisch unheilbar Kranker der Bevölkerung nahegebracht und als positiv vermittelt werden sollte. So beurteilte er den Film „Dasein ohne Leben“ positiv, der allerdings nie offiziell aufgeführt wurde.
Im Dezember 1942 richtete Schneider in der Heil- und Pflegeanstalt Wiesloch eine eigene Forschungsabteilung ein, um geistig behinderte und an Epilepsie erkrankte Patientinnen und Patienten vor ihrer Tötung in der Anstalt Eichberg eingehend untersuchen zu lassen. Diese Abteilung musste kriegsbedingt Ende März 1943 ihre Arbeit einstellen. Dafür wurden seit Sommer 1943 in der Heidelberger Klinik 52 „idiotische“ Kinder untersucht, von denen anschließend 21 in der Anstalt Eichberg getötet wurden, um ihre Gehirne zu untersuchen. An die »Forschungskinder« erinnert seit 1998 ein Mahnmal vor der Heidelberger Psychiatrischen Universitätsklinik.

## Nach dem Ende des Krieges
Bei Kriegsende flüchtete Schneider am 29. März 1945 aus Heidelberg, wurde später festgenommen und in einem Lager in Moosburg interniert. Am 29. November 1946 wurde Schneider der deutschen Justiz nach Frankfurt am Main überstellt, um im Verfahren gegen Werner Heyde auszusagen. Vom zuständigen Staatsanwalt über die Aussichtslosigkeit seiner eigenen Position im Falle einer Anklage aufgeklärt, erhängte sich Carl Schneider am 11. Dezember 1946 in seiner Gefängniszelle. Seine Mitarbeiter wurden strafrechtlich nicht belangt und konnten nach Kriegsende weiter arbeiten und praktizieren. Seine Mitgliedschaft in der Heidelberger Akademie der Wissenschaften wurde nach dem Krieg gelöscht.
Carl Schneider gilt heute als eine der Schlüsselfiguren der NS-Medizinverbrechen, aber gleichzeitig auch als ein origineller Forscher auf den Gebieten der Schizophrenie, Epilepsien und Demenzen und als Verfasser des seinerzeit besten Schizophrenie-Therapiebuchs.

## Veröffentlichungen (Auswahl)
- Psychologie und Psychiatrie. In: Arch.Psychiat.Nervenkr. 78, 1926, S. 522–571.
- Die Psychologie der Schizophrenen und ihre Bedeutung für die Klinik der Schizophrenie. Thieme, Leipzig 1930.
- Behandlung und Verhütung der Geisteskranken. Springer, Berlin 1939.
- Die Schizophrenen Symptomverbände. Springer, Berlin 1942.